# Kasinoviertel
Das Kasinoviertel ist eine ehemalige Werkssiedlung in Troisdorf-West. Sie ist eine von vier Siedlungen, die nach der Übernahme der seit 1825 bestehenden Friedrich-Wilhelms-Hütte durch das Unternehmen Façoneisen-Walzwerk L. Mannstaedt & Cie. AG für die von dessen altem Produktionsstandort in Köln-Kalk zugewanderten Arbeiter und Angestellten erbaut wurden. Weitere neu gebaute Siedlungen des Unternehmens waren die Rote Kolonie, die Schwarze Kolonie und die Arbeitersiedlung Oberlar.
Das Kasinoviertel entstand größtenteils in den Jahren 1920er Jahren als Wohngebiet für höhere Angestellte und Beamte des Unternehmens. Die Siedlung ist eine von drei Denkmalbereichen im Umfeld der Friedrich-Wilhelm-Hütte.

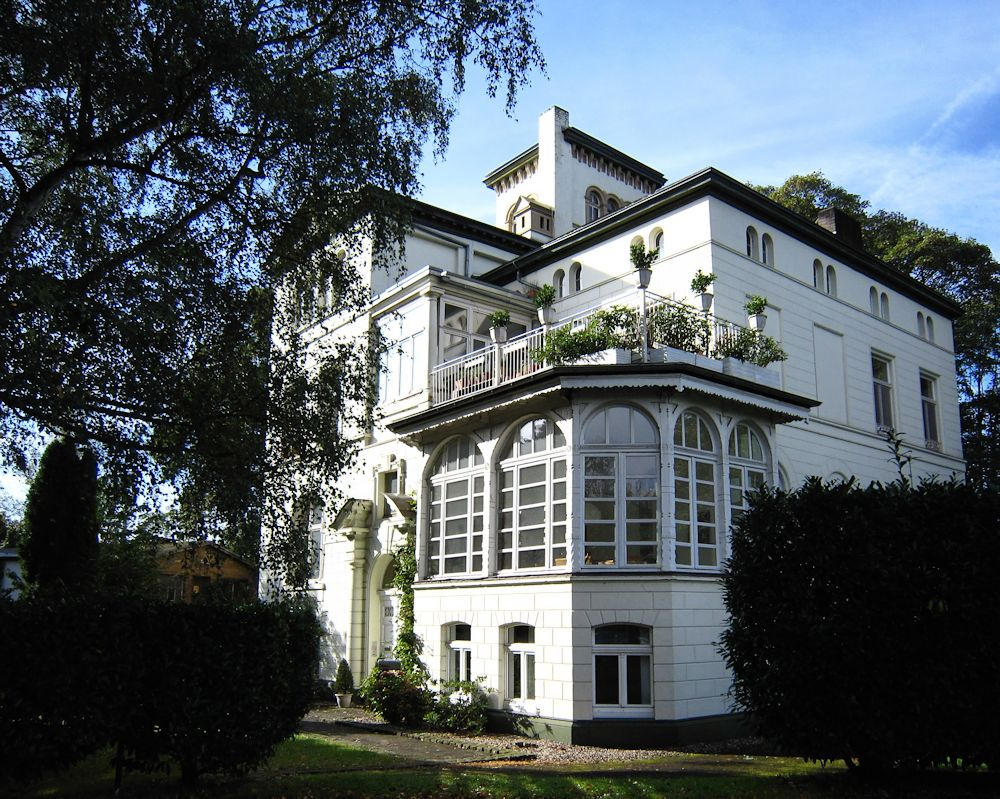
„Der Turm“
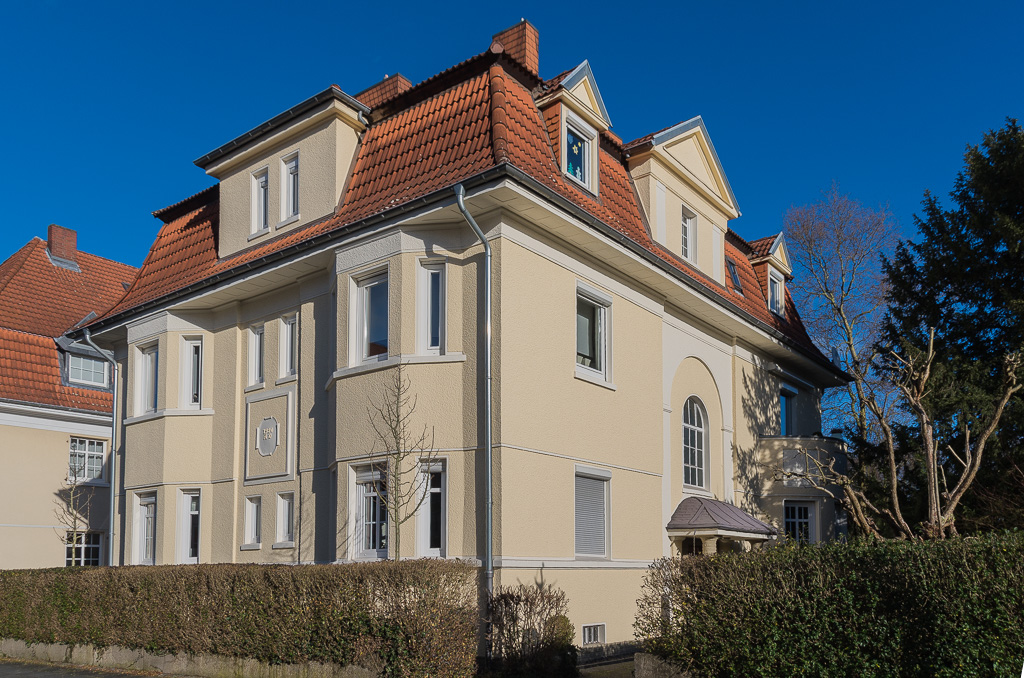
Hornackerstraße
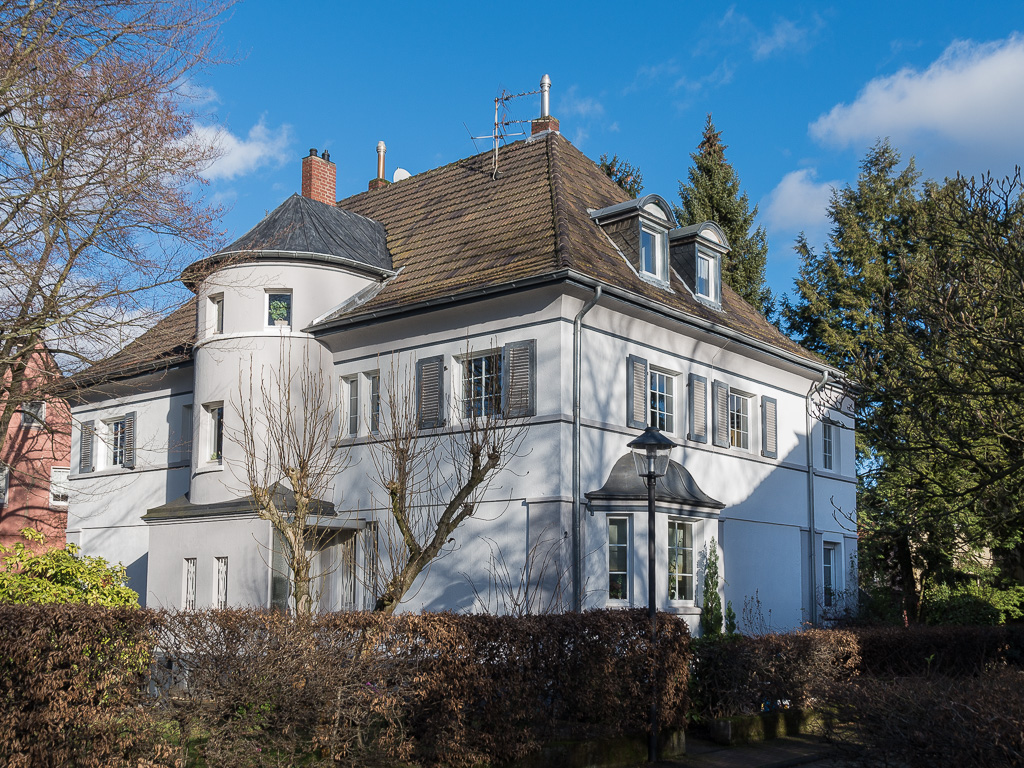
In der Gronau
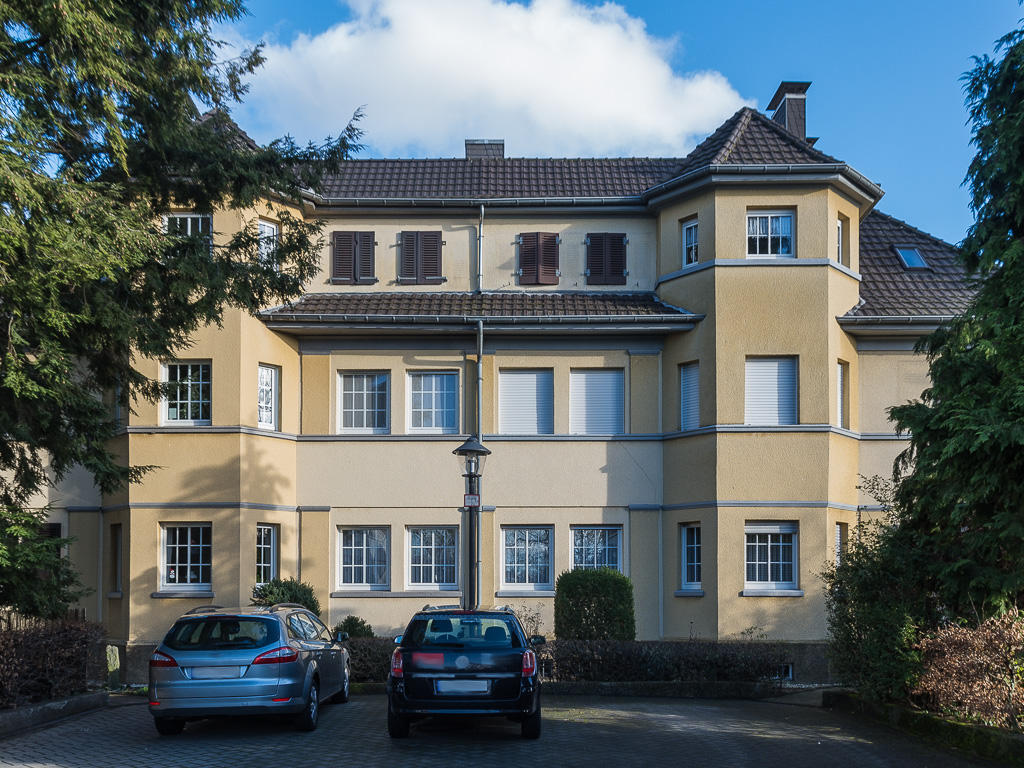
In der Gronau
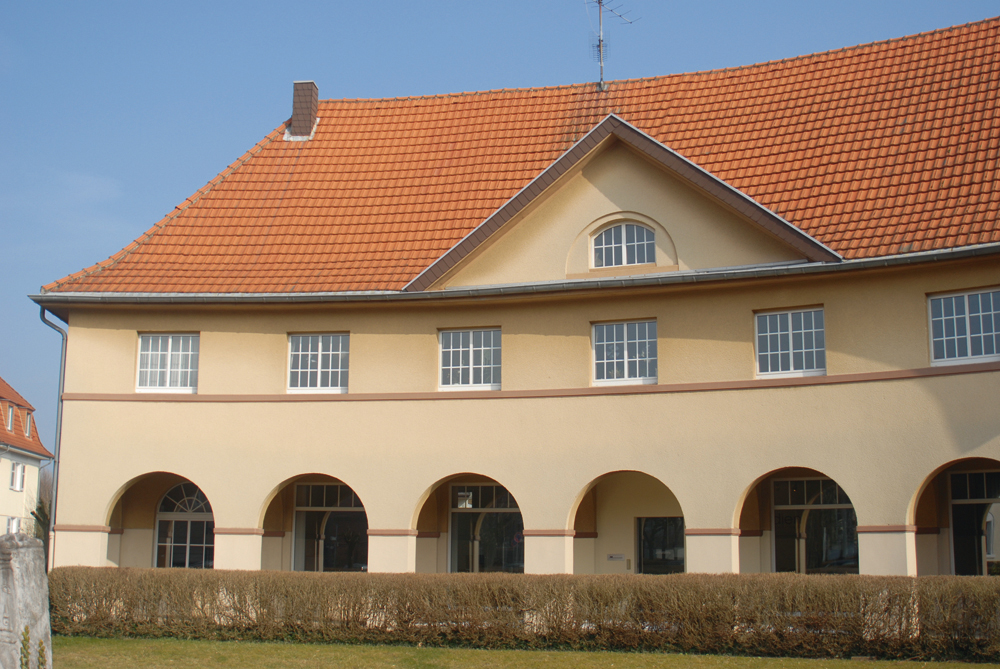
Louis-Mannstaedt-Straße